# 454

454(사백오십사)는 453보다 크고 455보다 작은 자연수다.

## 수학
- 합성수로, 그 약수는 1, 2, 227, 454다. 진약수의 합은 230이므로, 454는 부족수다.
  - 141번째 반소수다. 앞의 반소수는 453, 다음 반소수는 458이다.
- 회문수다.

## 과학
- NGC 454(영어판): 봉황자리 방향에 있는 상호작용은하.

## 교통

### 철도
- 수도권 전철 4호선 안산역의 역번호.

### 도로
- 일본 454번 국도(일본어판): 아오모리현 하치노헤시에서 아키타현 가즈노군을 거쳐 아오모리현 미나미쓰가루군 오와니정까지 이어지는 일본의 국도.
- 현도 제454호선

## 군사
- U-454(영어판): 제2차 세계 대전에 사용된 나치 독일의 군용 잠수함.

## 문화유산
- 대한민국의 보물 제454호: 경주 노서동 금팔찌
- 대한민국의 사적 제454호: 김해 양동리 고분군

## 기타
- 연도: 454년, 기원전 454년